# Sven Rieken

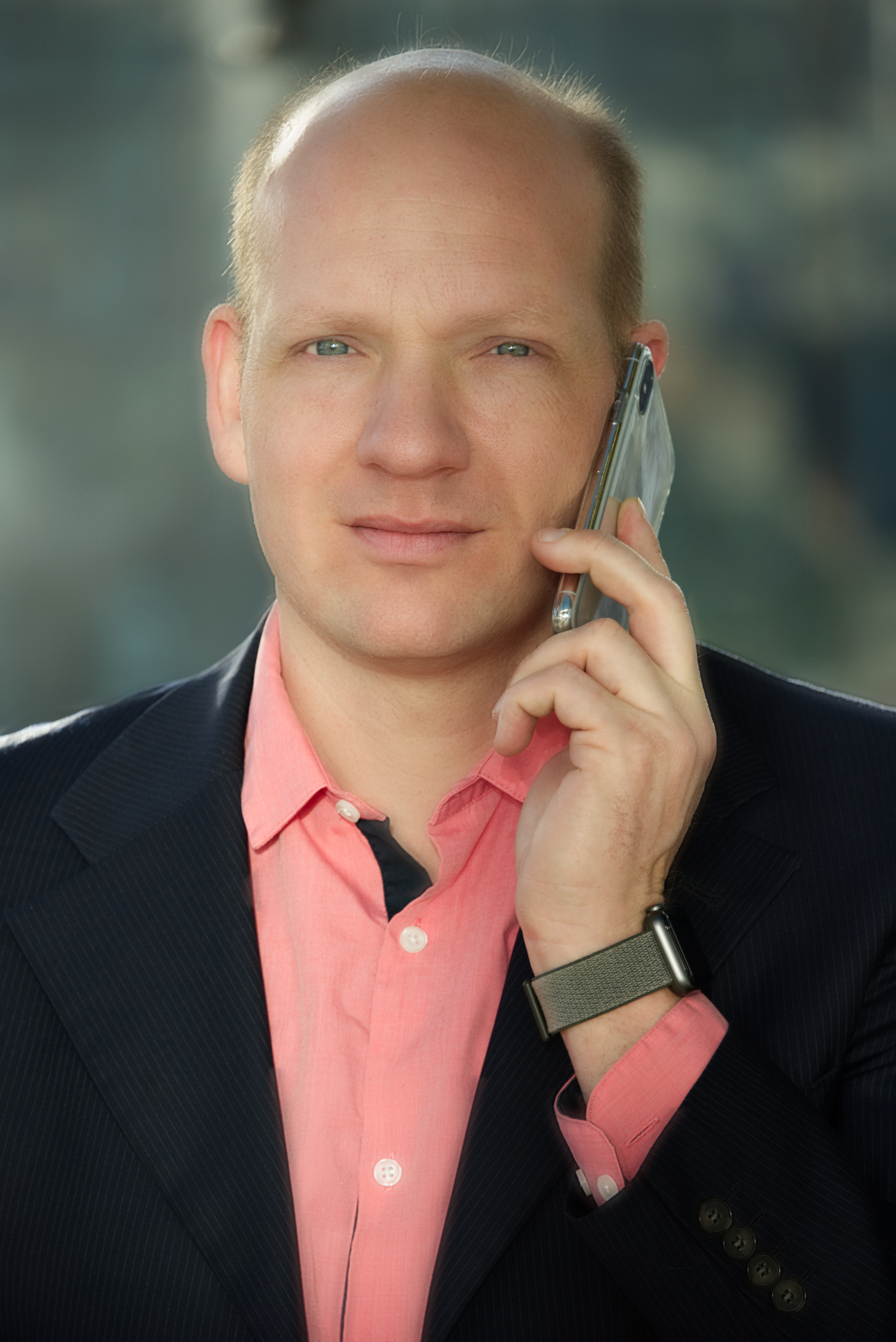
Sven Rieken, TV-Autor

Sven Rieken (* 6. Juli 1973 in Hamburg) ist ein deutscher Journalist, Fernsehproduzent und Reporter, der überwiegend für das ZDF und den NDR tätig ist. Mit seiner Arbeit deckt er ein breites Spektrum an gesellschaftlichen, wirtschaftlichen und wissenschaftlichen Themen ab und ist regelmäßig in Nachrichtensendungen und Magazinen präsent.

## Biografie
Sven Rieken begann seine berufliche Laufbahn im Jahr 1995 mit einem Volontariat bei der Deutschen Fernsehnachrichten Agentur (DFA). In dieser Funktion war er im Gründungs-Team von Deutschlands erstem Metropolen TV Hamburg 1, wo er in verschiedenen Funktionen als Autor, Moderator und Planer arbeitete. Nach Abschluss des Volontariats übernahm er als Redakteur das Korrespondentenstudio der DFA für Norddeutschland und Skandinavien und berichtete in dieser Funktion u. a. für die Sender n-tv und Vox. 1997 wechselte er als freier Mitarbeiter zu ZDF und NDR, wo er bis heute in verschiedenen Funktionen tätig ist.
Von 1999 bis 2001 war Rieken Redakteur und Reporter in den Studios von Pro7 und dem neu gegründeten Nachrichtensender N24 in Norddeutschland und Skandinavien. Im Jahr 2001 wechselte er als freier Autor zum ZDF nach Kiel, das auch die Berichterstattung aus Skandinavien abdeckt. Die Tätigkeit für den NDR blieb parallel bestehen. In den folgenden Jahren verlagerte sich die ZDF Berichterstattung immer mehr in das Inlandsstudio in Hamburg.
Seitdem arbeitet er für verschiedene ZDF-Nachrichten- und Soft-News-Formate wie das ZDF-Morgenmagazin, das ZDF-Mittagsmagazin hinter und vor der Kamera, sowie u. a. die Wissenschaftssendung Nano auf 3sat.

## Themenschwerpunkte
Sven Rieken ist bekannt für seine Berichterstattung über eine Vielzahl von Themen, darunter:
- Technologie und Digitalisierung: Er berichtet über die Macht der großen Technologieunternehmen und die europäischen Regulierungsbemühungen, etwa im Beitrag EU bekämpft Marktmacht der Digitalriesen, der 2024 im ZDF-Morgenmagazin ausgestrahlt wurde.[3]

- Gesundheit und Gesellschaft: In seiner Reportage Stilles Ende der Corona-Warn-App von 2023 analysierte er die Entwicklung und die gesellschaftliche Relevanz der App während und nach der Pandemie.[4]

- Wirtschaft und Energie: Rieken berichtete über die Nutzung von Wasserstoff zur CO₂-Reduktion, wie in seinem Beitrag über das „Wasserstoff-Gigahub“ in Hamburg, das im ZDFheute-Magazin ausgestrahlt wurde.[5]

- Jugendkultur und soziale Medien: Mit der Reportage Spielplattform "Roblox": Suchtgefahr? widmete er sich den potenziellen Suchtgefahren von Online-Gaming bei Jugendlichen und untersuchte deren Auswirkungen auf das Sozialverhalten.[6]

Zusätzlich zu themenbezogenen Berichten ist Rieken in der Live-Berichterstattung aktiv, wie beispielsweise bei seiner Reportage zum Lokführerstreik Anfang 2024, bei dem er die Auswirkungen auf den Bahnverkehr dokumentierte.